# Nieheim
Nieheim est une ville de Rhénanie-du-Nord-Westphalie (Allemagne), située dans l'arrondissement de Höxter, dans le district de Detmold, dans le Landschaftsverband de Westphalie-Lippe.

## Personnalités liées à la ville
- Wilhelm Hillebrand (1821-1886), botaniste né à Nieheim.
- Hugo Enomiya-Lassalle (1898-1990), jésuite né à Gut Externbrock.
- Joseph Ahrens (1904-1997), compositeur né à Sommersell.
- Horst Biesold (1934-2000), historien né à Nieheim.
- Ewald Grothe (1961-), historien né à Nieheim.